# Вертолётный спорт
Вертолётный спорт — вид спорта, в котором спортсмены состязаются в мастерстве управлять вертолётами.

## История

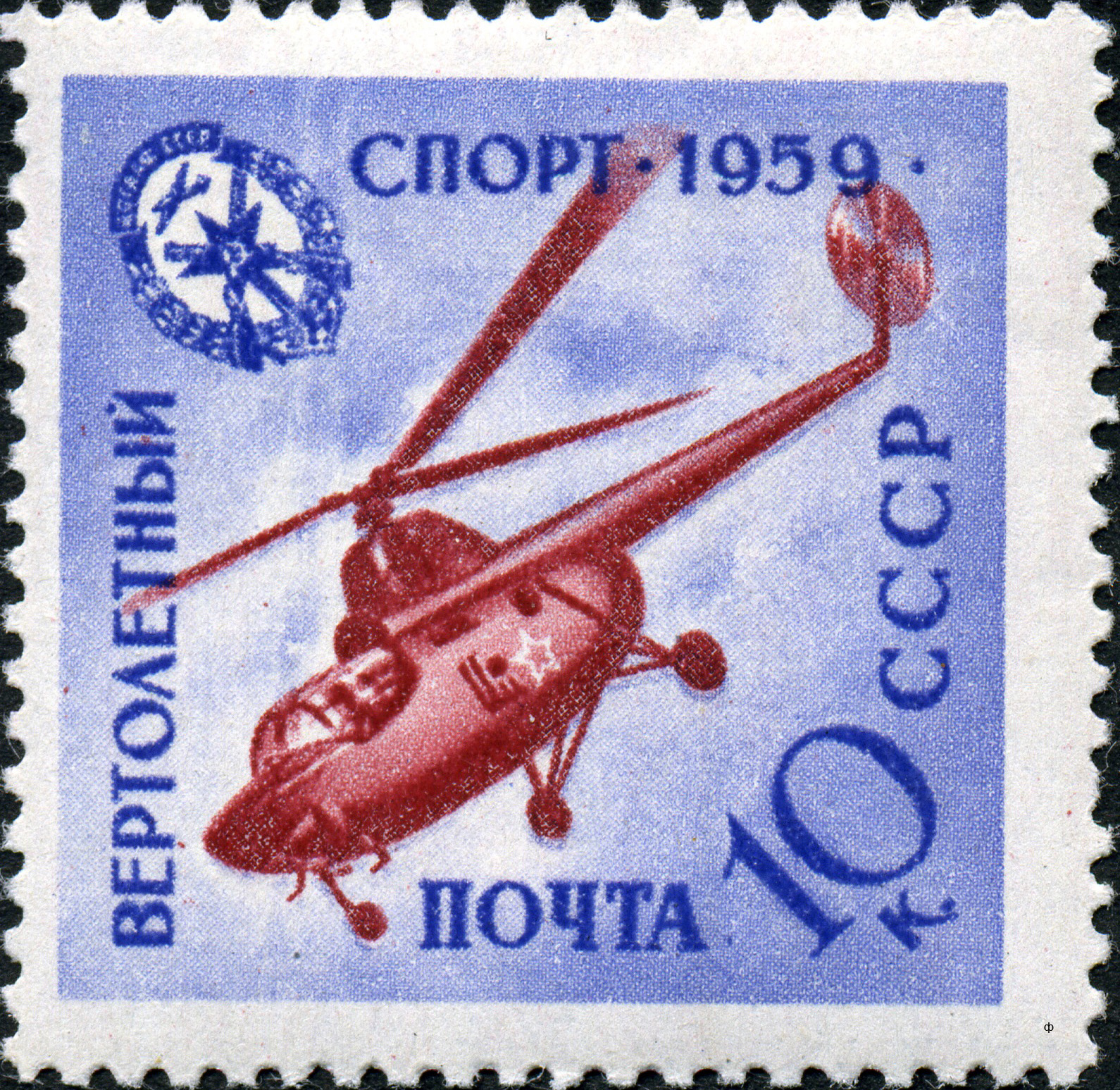
Почта СССР, 1959 г. Вертолётный спорт.

Родиной вертолетного спорта является СССР.
Началом развития массового вертолетного спорта в СССР принято считать 1958 год, когда в Калуге были проведены первые всесоюзные соревнования, посвященные 40-летию ВЛКСМ. В них участвовали по две команды от ВВС и ДОСААФ и команда Государственного комитета Совета Министров СССР по авиационной технике. Всего в соревнованиях приняло участие 14 спортсменов.
В 1959 году вертолетный спорт был включен в Единую Всесоюзную спортивную классификацию СССР. В том же, 1959 году, Советский Союз предложил Вертолетному комитету при Международной авиационной федерации провести чемпионат восьми советских республик.
С 1962 года стали проводиться первенства республик (областей), ведомств, а с 1966 года стали регулярно проводиться чемпионаты РСФСР, других республик, и Вооруженных Сил. В них принимали участие отдельные летчики и команды.
В 1959 году Советский Союз предложил Международному вертолетному комитету при FAI в Париже провести чемпионат 8-ми Советских Республик. Опираясь на данное предложение, Вертолетный комитет FAI начал планировать проведение чемпионата мира.
В 1961 году был проведен 1-й национальный чемпионат ФРГ в городе Кобленц, в котором приняли участие 30 экипажей, 2/3 из которых представлял Бундесвер. Несколькими годами позже прошли 2-й национальный чемпионат в Рендсбурге и следующий в городе Оффенбурге. Найденные во время проведения этих национальных чемпионатов формы и схемы легли в основу некоторых положений 1-го чемпионата мира по вертолетному спорту. Так, например, Отто Ритдорф со своим экипажем стал инициатором слалома и фристайла.
В итоге первый Чемпионат мира по вертолетному спорту состоялся в немецком городе Бюкебург в период с 16 по 19 сентября 1971 года. Победу одержала Германия. Сборная команда СССР участия не принимала. Участники на Чемпионат приехали из следующих стран: США, Англии, Канады, Австрии, Люксембурга, Колумбии, Бразилии, Бельгии, Голландии, Польши, Франции, Финляндии, Туниса и ФРГ. Женские экипажи были представлены странами: США, Англия, Канада, Колумбия, Бельгия и ФРГ. Около 20 % всех экипажей были смешанными (по национальному признаку).
Во втором чемпионате мира, проведенном в Англии, сборная СССР приняла участие, одержав победу. На третьем чемпионате, прошедшем в Минске советские пилоты также одержали победу.

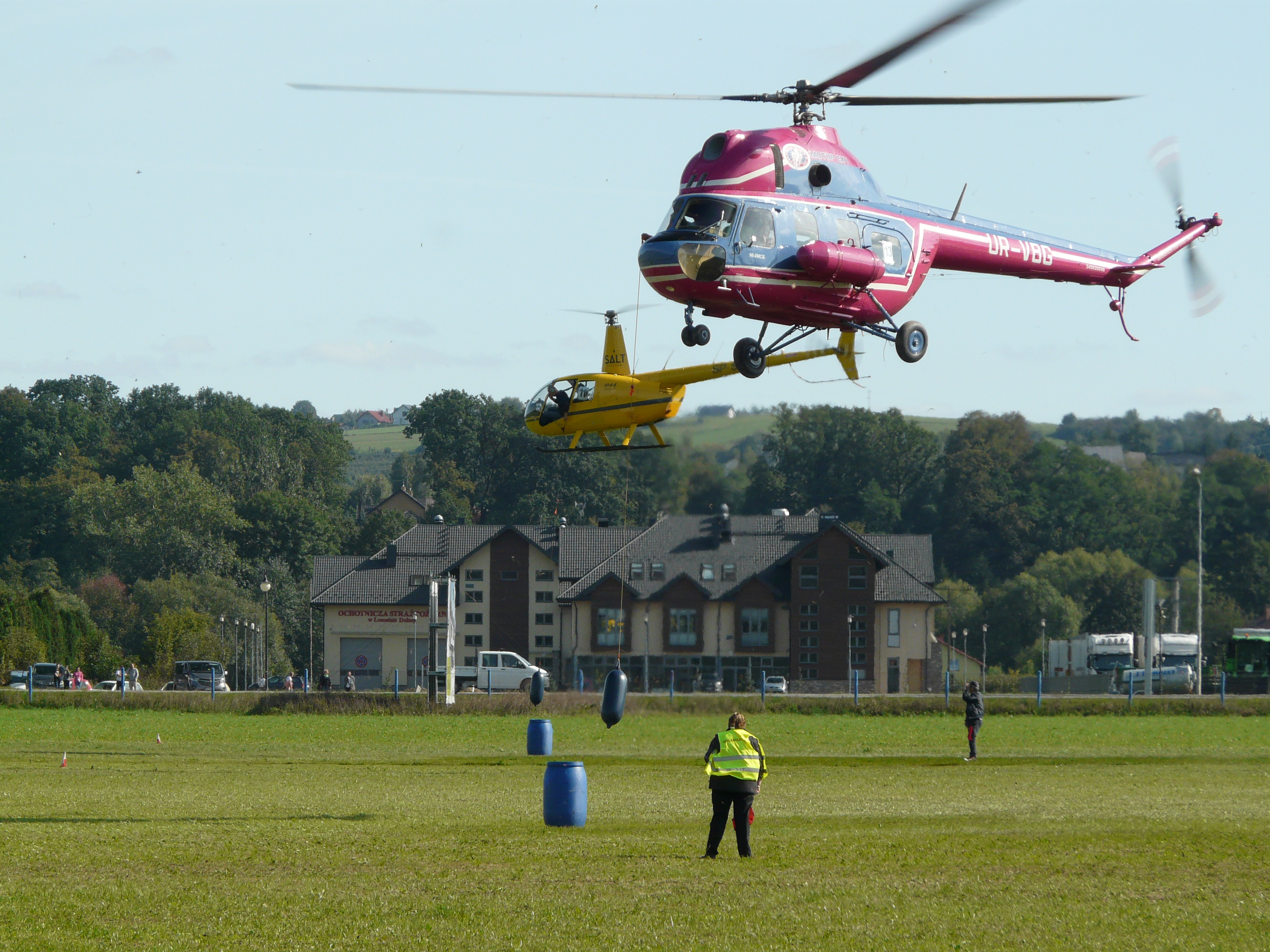
Чемпионат мира по вертолетному спорту 2019, Польша

## Чемпионы мира
Звание первого чемпиона мира и золотую медаль получили военные летчики Отто Брауер и Ганс Кёпке из г. Фритцлара, выступавшие на вертолете AlluetteII.
Среди женщин первое место завоевали Хана Рейч (ФРГ) и её оператор Доротея Шримпф (Колумбия).

## Участие СССР и России в чемпионатах мира
Сборная команда СССР, а затем России, участвовала в одиннадцати чемпионатах мира из двенадцати, которые проводились в следующих странах: Германии (дважды), Англии (трижды), СССР, Польше, Франции (дважды), России, США, Австрии. При этом в семи чемпионатах советские и российские спортсмены стали абсолютными чемпионами (в том числе и в шести последних).
1. 1971 год − ФРГ — не участвовала.
2. 1973 год − Англия — абсолютные чемпионы мира, команда — 1 место.
3. 1978 год − СССР, Витебск — абсолютные чемпионы мира, команда — 1 место.
4. 1981 год − Польша — команда — 4 место.[2]
5. 1986 год − Англия — команда — 3 место.
6. 1989 год − Франция — команда — 2 место.
7. 1992 год − Англия — абсолютные чемпионы мира, команда — 1 место.
8. 1994 год − Россия, Москва — абсолютные чемпионы мира, команда — 1 место.
9. 1996 год − США — абсолютные чемпионы мира, команда — 1 место.
10. 1999 год − Германия — абсолютные чемпионы мира, команда — 1 место.
11. 2002 год − Австрия — абсолютные чемпионы мира, команда — 2 место.
12. 2005 год − Франция — абсолютные чемпионы мира, команда — 1 место.
13. 2008 год − Германия — абсолютные чемпионы мира, команда — 1 место.
14. 2012 год − Россия — абсолютные чемпионы мира, команда — 1 место.
15. 2015 год − Польша — абсолютные чемпионы мира, команда — 1 место.
16. 2018 год − Белоруссия — Абсолютные чемпионы мира, команда — 1 место.